# Department of Bantu Administration and Development
Das Department of Bantu Administration and Development (afrikaans Departement van Bantoe-Administrasie en -Ontwikkeling ‚Ministerium für Bantuverwaltung und Entwicklung‘, oft kurz Bantu-Administration (afrikaans Bantoe Administrasie)) war ein Ministerium mit gleichnamiger Verwaltungsbehörde zur Umsetzung der Apartheidspolitik in Südafrika. Es ging 1958 aus dem Department of Native Affairs (Ministerium für Eingeborenenangelegenheiten) hervor und trug kurz vor seiner Aufspaltung im Jahr 1985 zwei weitere Bezeichnungen. Die Bantu Administration arbeitete ohne parlamentarische Aufsicht und übte eine nahezu vollständige, paternalistische Kontrolle über das Leben der schwarzen Bevölkerung Südafrikas aus.
Mit Bantu (als Synonym für Natives) im Sinne der Behörde waren alle Bewohner Südafrikas gemeint, die als ein „Mitglied jeder eingeborenen Rasse oder jedes Stammes in Afrika“ (“[…] a member of any aboriginal race or tribe of Africa; […]”) angesehen wurden.

## Ausgangssituation und Vorläuferstrukturen

### Kolonialzeit
In der unter britischer Kolonialverwaltung stehenden Kapkolonie und in Natal existierte bereits eine spezielle Verwaltungsbehörde, die sich allumfassend mit Angelegenheiten der Eingeborenenbevölkerung befasste. Diese koloniale Verwaltungsstruktur trug die Bezeichnung Native Administration (Eingeborenenverwaltung). Eine ähnliche Behörde existierte ebenso in der ehemals von den Buren regierten Republik Transvaal.
Die Aufgaben der damit beauftragten Beamten umfassten regionalplanerische Vorgaben, Investitionslenkungsaktivitäten, alltägliche administrative Verwaltungstätigkeiten für die jeweiligen Siedlungsgebiete, politisch-soziale Kontrollfunktionen und die administrativ-politische Führung der jeweiligen Chiefs. Als Chief wurden die Oberhäupter der Stammesorganisationen bezeichnet, die ihre Autorität durch die Verwaltung der Briten oder Buren erhielten. Tatsächlich waren sie keine ausschließlich traditionell legitimierten Stammesoberhäupter, sondern vollzogen eine aus europäisch geprägter Sicht konzipierte Führungsrolle innerhalb der Kolonialpolitik.

### Vorläuferbehörde in der Südafrikanischen Union
Seit 1911 existierte in der Südafrikanischen Union ein Department of Native Affairs, abgekürzt DNA (Ministerium für Eingeborenenangelegenheiten). Unter diesem Namen wirkte dieses Ressort bis 1957. Ihr standen um 1920 weitere administrative Substrukturen im Lande zur Verfügung, beispielsweise das Municipal Native Affairs Department (NAD), geleitet durch einen „municipal officer“. Sie bildeten einen wichtigen regionalen Teil der administrativen Segregation.
Aus der kolonialen Vergangenheit hatte Südafrika bereits eine erfahrungsreiche Verwaltungspraxis mit Oberherrschaft durch „weiße“ Beamte. Die regionale Machtausübung in den Reservaten wurde durch Chiefs gewährleistet, die mittels Native Commissioners (Eingeborenenkommissare) auf der Grundlage des Native Administration Act von 1927 beaufsichtigt wurden.
In den 1930er Jahren hatte der Einfluss der Native Commissioners auf das Leben der Bantu-Bevölkerung bereits weitgehende Konsequenzen. Sie entschieden über die Zuteilung von Land und damit über Erwerbsstrukturen in dieser Bevölkerungsmehrheit. Ohne deren Erlaubnis konnten sich die betreffenden Personen nirgends legal ansiedeln oder von ihr ausgewählte Landflächen nutzen.

### Die Bantu Administration

Strukturplan des Ministeriums

Im Jahr 1958 wurde das bisherige Ministerium in Department of Bantu Administration and Development umbenannt. Diese Bezeichnung war bis 1977 in Anwendung. Der zuständige Minister Hendrik Frensch Verwoerd formte in dieser Periode die ihm unterstellte Bantu-Verwaltung zu einem „state within a state“ um. Die zentrale ideologische Grundlage zur Bildung der Behörde war die Auffassung afrikaanisch-nationalistischer Denkströmungen, dass Südafrika ein multinationaler Staat sei.
Im Jahr 1978 wandelte sich der Behördenname zweimal, zuerst in Department of Plural Relations and Development und danach in Department of Co-operation and Development. Bereits vor diesem Jahr war die Kritik an der Behörde in Regierungskreisen Südafrikas spürbar geworden. Die von Balthazar Johannes Vorster mit der Untersuchung von inneren Aufständen betraute Riegert-Kommission (Commission of Inquiry into Legislation affecting the Utilisation of Manpower …) schlug 1978 die Abwicklung der Bantu-Administration vor, weil in ihrem Wirken eine Ursache für die zunehmende politische Instabilität des Landes erkannte. Diesem Votum folgte die Regierung zu diesem Zeitpunkt nicht.
Mit dem seit 1978 neuen Ministerpräsidenten Pieter Willem Botha verlor die Behörde bis zu ihrer Auflösung stetig an Kompetenzen, Einfluss und öffentlicher Akzeptanz. Diese Entwicklung beruhte auf dem veränderten Regierungsprogramm, den so genannten Bothanomics. Mit anwachsender Kritik an der Arbeit dieses Ressorts erfolgte schließlich 1985 eine Teilung in zwei Bereiche. Daraus entstanden das Department of Constitutional Development and Planning und das Department of Development Aid. Diese Umstrukturierung erfolgte in einer Situation, als die damalige Regierung Südafrikas wegen ihrer rassistischen Politik unter innen- und außenpolitischen Veränderungsdruck stand und die Bantu Administration immer noch im Geiste der Verwoerd-Doktrin unreformierbar verharrte.
Mit der Teilung des Ressorts und seiner Neugliederung verfolgte die Politik die Absicht, offenkundig rassistische Disposition im Verwaltungshandeln abzuschwächen und Aufgaben an andere Strukturen, nun teilweise mit Afrikanern (Schwarze) besetzt, zu delegieren. Konkret hatte es zur Folge, dass die Zuständigkeit bezüglich getrennter Wohngebiete auf andere Ministerien verteilt, die Bantu Courts (Gerichte) ausgegliedert und einzelne Aufgaben an Community Councils und betriebliche Vorgesetzte übertragen wurden.

## Stellung und Aufgaben im Apartheidsystem Südafrikas

### Konstitution und gesellschaftliche Rolle der Bantu Administration
Die Bantu Administration besaß als Teil der „weißen“ Staatsverwaltung eine Sonderstellung mit omnipotenter Kompetenz. Dieser Zustand kam in der Weise zum Ausdruck, dass sie keiner parlamentarischen Kontrolle unterstand, der zuständige Minister ein Regierungsmitglied mit Sonderbefugnissen war und ihre internen Berichte sowie Lageeinschätzungen gegenüber der Regierung und dem Parlament der Geheimhaltung unterlagen. Diese starke autarke Rolle der Bantu Administration innerhalb des südafrikanischen Staates ermöglichte anfangs ein stringentes Handeln, verhinderte in ihrem Innern zunehmend wirkungsvolle Revisionsmechanismen und förderte verzerrte Lageeinschätzungen auf fraglicher Informationsbasis. Dieses strukturelle Problem erzeugte in der Spätphase der Apartheid eine administrative Parallelentwicklung, wobei sich die Regierung Pieter Willem Botha in den 1980er Jahren die sogenannte Joint Management Committees (J.M.C.) mit Lokal- und Regionalstrukturen schuf. Das waren informelle Arbeitsgemeinschaften der Sicherheitsorgane in Kooperation mit Wirtschaftsvertretern und Lokalbehörden sowie einigen Homeland-Repräsentanten (beispielsweise die Chiefs). Sie dienten der zeitnahen Erörterung regionaler Bedrohungssituationen, deren kurzfristige Analysen ein Warnmeldesystem für das schon 1972 etablierte State Security Council (Staatssicherheitsrat) darstellten. Die daraufhin in der südafrikanischen Regierung beschlossenen Maßnahmen hatte dann jedoch die Bantu Administration umzusetzen. Diese Parallelstruktur brach die ursprünglich auf Autarkie ausgerichteten Verwaltungsbefugnisse.
Diese Bantu-Verwaltung deklassierte die schwarze Bevölkerung zu Staatsbürgern zweiten Ranges ohne Wahlrecht und mit stark eingeschränkten Bürgerrechten. Mit den Bestrebungen zur Umwandlung der Homelands in unabhängige Staaten (TBVC-Staaten) war eine faktische Ausbürgerung aus Südafrika verbunden. Die danach als „Ausländer“ mit weniger Individualrechten ausgestattete arbeitsfähige Bevölkerung, im paternalistischen Sinne existenziell abhängig, wurde so für den Arbeitskräftebedarf der auf dem Gebiet Südafrikas tätigen Industrie leicht verfügbar gehalten. Desmond Tutu zitiert dazu in seiner Rede (1984) anlässlich der Entgegennahme des Friedensnobelpreises in Oslo eine Äußerung des ehemaligen Bantu-Administration-Ministers Cornelius Petrus Mulder:

„Die logische Konsequenz unserer Politik ist, dass […] kein einziger schwarzer Mann die südafrikanische Staatsbürgerschaft haben wird […] Jeder schwarze Mann in Südafrika wird letzten Endes in einem unabhängigen neuen Staat auf diese ehrenhafte Weise untergebracht werden, und die Regierung wird keine moralische Verpflichtung mehr haben, diese Menschen politisch unterzubringen.“

In der Bantu Administration Südafrikas gab es keine Vertreter dieser Bevölkerungsmehrheit und es bestanden darüber hinaus keine institutionalisierten Kommunikationswege zwischen ihr und der Regierung des Landes. Stattdessen war die Bantu-Administration eine von der durch das „weiße“ Parlament legitimierten Regierung eingesetzte Behörde zur kompletten Verwaltung der zahlenmäßig größten Bevölkerungsgruppe ohne Rechtsgleichheit in Südafrika. Nach Heribert Adam entspricht dieser Zustand dem Wesen einer „Herrenvolk-Demokratie“, die von Pierre L. van den Berghe 1981 unter Bezugnahme auf den Act of Union aus dem Jahr 1911 gleichermaßen konstatiert wurde.
Währenddessen die konkreten Auswirkungen der Apartheidspolitik von manchen Autoren in die Kleine und Große Apartheid unterteilt werden, differenziert van den Berghe anders:
- Als Micro-segregation werden rassisch begründete Abtrennungen in öffentlichen und privaten Servicebereichen bezeichnet (Eisenbahnzüge, Waschräume, Warteräume jeglicher Art usw.).
- Als Meso-segregation wird die Abtrennung von Wohngebieten und die Schaffung von Ghettostrukturen (Townships) bezeichnet.
- Als Macro-segregation gilt die Anlegung von separaten Siedlungsgebieten, Reservaten, später die Bantustans.

Er leitet aus der praktizierten Umsetzung der Meso-segregation die südafrikanische Politik der „Group Areas“ ab. Die eintretenden prekären sozio-ökonomischen Rahmenbedingungen führten zu einem Staatswesen, das einerseits eine boomende Industrialisierung erlebte, eingebettet in eine separierte Demokratie für das „Herrenvolk“, und andererseits eine massive Verarmung in den vernachlässigten Regionen unter fast völliger Abwesenheit rechtsstaatlicher bzw. wirksamer demokratischer Strukturen erzeugte. Diese Verwerfungen, aus der Tätigkeit der Bantu Administration hervorgegangen, hinterließen für die südafrikanische Gesellschaft bis in das 21. Jahrhundert komplexe demographische, soziologische, kulturelle und ökonomische Nachwirkungen.
Die wichtigen politischen Impulse beim Ausbau der Bantu-Administration durch Hendrik Verwoerd (Minister von 1950 bis 1958) und den Staatssekretär für Eingeborenenangelegenheiten Werner Willi Max Eiselen werden darauf zurückgeführt, dass sie wie andere Apartheid-Exponenten ein Studium in Deutschland absolviert hatten und dadurch von dem Konzept eines „Volkes“ als organische Einheit mit gemeinsamer Kulturgeschichte beeinflusst waren. Sie repräsentierten innerhalb des burischen Nationalismus die als „neo-fichteanisch“ bezeichnete Strömung. Das Ministerium folgte in seiner Verwaltungspraxis in vielen Punkten dem 1955 vorgelegten Bericht der Tomlinson-Kommission, die damit eine umfassende konzeptionelle Vorarbeit für die künftige und legislativ abgesicherte Apartheidspolitik erbracht hatte.

### Aufgabenprofil

#### „Separate development“
Als zentrale Aufgabe hatte die Bantu Administration jegliche staatliche Kommunikation mit der schwarzen Bevölkerung zu bündeln und zu koordinieren. Weiterhin oblagen ihr umfassende Entwicklungsaufgaben, die ein industrielles Wachstum in den Homelands und in den anderen Teilen Südafrikas zu Gunsten der „weißen“ Oberschicht in Gang setzen und gewährleisten sollten. Nach der Inkraftsetzung des Prinzips der separate development (getrennte Entwicklung), die sogenannte Große Apartheid, erhielt die Bantu Administration den Auftrag zur Entwicklung politischer Strukturen in den Homelands, um diese Gebiete auf eine künftige staatliche Eigenständigkeit vorzubereiten. Die Behörde war weiterhin damit beauftragt, die staatlichen Finanztransfers für die Homeland-Verwaltungen zu planen und kontrolliert abzuwickeln, das Budget der Homeland Development Corporation zu steuern und die politische Konformität aller strukturell bedeutsamen Homeland-Amtsträger durch gezielte Begünstigungen abzusichern. Mit Ausnahme des Homelands KwaNdebele gelang letztere Aufgabe weitgehend reibungslos.

#### Bildungswesen
Das vom Ministerium kontrollierte Bildungswesen war strikt reglementiert und unterschied sich in vielen Facetten von den Einrichtungen der europäischstämmigen Bevölkerung im Lande. Dazu gab es in ihrem Zuständigkeitsbereich eine Abteilung Bantu Education, deren gesetzliche Handlungsgrundlage primär der Bantu Education Act von 1953 darstellte. Diese nach rassistischen Trennungsgesichtspunkten angelegte Behörde, mitunter als „Ministerium für Eingeborenenbildung“ bezeichnet, ging aus einer umfassend vorbereiteten Grundlage hervor. Dafür hatte die Commission on Native Education unter Leitung von Werner W. Max Eiselen einen vorläufigen und einen Abschlussbericht der Regierung vorgelegt, die ihre Ergebnisse aus der Zeit von 1949 bis 1951 dokumentierten.
Die wenigen der schwarzen Bevölkerung zur Verfügung stehenden Hochschuleinrichtungen waren konkreten Gruppen zugewiesen. Im Einzelnen waren es die Universität Fort Hare für die Angehörigen der Xhosa, die Universität Zululand für die Gruppe der Zulu und die University of the North bei Pietersburg für Xhosa in ihren nördlichen Siedlungsgebieten Südafrikas. Die zu einer Berufsausübung befähigenden Hochschulabschlüsse waren jedoch nur in den Homelands oder anderen zugewiesenen Siedlungsgebieten von Nutzen.

Ein organisiertes System einer Facharbeiterausbildung gab es nicht, weil im Rahmen der Beschäftigungspolitik der Bantu-Behörde weitgehend auf den kontrollierten Einsatz ungelernter Industriearbeiter in den Ballungsräumen gesetzt wurde. Die auf jene Weise beförderte Wanderarbeiterstruktur erzeugte riesige Probleme bei der Siedlungsentwicklung und Arbeitsplatzbeschaffung. In- und ausländische Experten plädierten deshalb zur Lösung dieser Fehlentwicklungen für umfassende Investitionen in arbeitsintensive Industriekomplexe innerhalb der Homelands oder in deren äußeren Grenzzonen. Andere Meinungen sprachen sich für einen Ausbau der Bantu-Landwirtschaft aus.
Mit dem Bantu Education Act von 1953 wurde das gesamte Schulwesen für die afrikanische Bevölkerung unter die Oberaufsicht des Ministeriums gestellt. Das bedeutete einen starken Eingriff in die bisher existierenden und traditionell verankerten Missionsschulen. Dabei wurde das Ziel verfolgt, mit einer qualitativ minderwertigeren Schulbildung die Schüler auf ihre im Apartheidstaat zugewiesenen Rolle für den Niedriglohnsektor vorzubereiten.

#### Einflüsse auf die Industrieentwicklung und den Arbeitsmarkt
Im Rahmen der von der Bantu Administration betriebenen Industriepolitik nahmen die Aktivitäten zur Arbeitsvermittlung einen großen Raum ein. Diese Arbeitsmarktaktivitäten standen im Einklang mit den regierungsamtlichen Zielsetzungen zur Landverteilung und Siedlungspolitik. Dabei ging es vorrangig um Zuzugskontrolle (influx control) innerhalb der stetig anwachsenden Gruppe der Wanderarbeiter. Über die Regelungen der Pass Laws wurde entschieden, welche Person ein Aufenthaltsrecht in den „weißen“ Siedlungsgebieten erhielt (Sektion-10-Rechte, erstmals im Natives (Urban Areas) Consolidation Act No 45 von 1945) oder nicht bekam.
Zur effektiven und kontrollierten Gewinnung von Arbeitskräften aus ländlichen Gebieten gründete das Ministerium 1968 ein Central Labour Bureau (Zentrales Arbeitsbüro) mit Untergliederungen, den Regional und Tribal Labour Bureaux. Mit diesen Arbeitsagenturen verband sich eine Registrierungspflicht für alle arbeitssuchenden und angestellten Personen aus dem Kreis der Bantu-Bevölkerung. Die in „weißen“ Gebieten unberechtigt lebenden Personen konnten sich nicht registrieren lassen, da die individuellen Arbeitsgenehmigungen ihnen den Charakter eines Gastarbeiterstatus verliehen. Die spätere gesetzliche Grundlage für diese Verfahrensweise bildete der Bantu Laws Amendments Act (1965). Auf dessen Grundlage konnte der Minister für Bantu-Verwaltung „verbotene Gebiete“ (proscribed areas) definieren, in denen der Arbeitsaufenthalt streng limitiert war.
Zur Auswahl der Arbeitskräfte setzten Regierungsstellen Recruiting Agents ein. Das waren Beamte aus dem Department of Bantu Labour. Sie wählten die ihnen geeignet erscheinenden Arbeitskräfte nach dem individuellen Auftreten (gesunder und intelligenter Eindruck), jedoch nicht nach Qualifikation aus und legten ihnen vorgefertigte Arbeitsverträge vor. Aus den so entstehenden Verträgen erfuhren die arbeitssuchenden Menschen, bei welchem Arbeitgeber und zu welchen Bedingungen sie künftig dort tätig sein würden.
Die Praxis der Bantu Administration erforderte über lange Zeiträume erhebliche Steuermittel. Schon 1959 gründete die Regierung eine finanzkräftige Institution zur Wirtschaftsförderung in den Reservaten (spätere Homelands). Die Bantu Investment Corporation genannte Aktiengesellschaft war ein Staatsunternehmen, in deren Folge weitere regionale Entwicklungsgesellschaften entstanden und für die sie Unternehmensziele vorgab. Beispielsweise erwarb zu Beginn der 1970er Jahre das Ministerium in den Homelands Ciskei und Transkei mehrere Hotels und Motels, um die Operationsbasis für die Xhosa Development Corporation (X.D.C.) zu erleichtern. Zwischen 1969 und 1971 wurde ihr Aktienkapital von 7,35 auf 20 Millionen Rand erhöht.
Die Haltung der Regierung zur primär arbeitsmarktpolitischen Bedeutung der Bantu-Bevölkerung erschließt sich aus folgendem Zitat einer internen ministeriellen Mitteilung:

“The Bantu are only temporarily resident in the European areas of the Republic, for as long as they offer their labour there. As soon as they become, for some reason or another, no longer fit for work or superfluous in the labour market, they are expected to return to their country of origin or the territory or the national unit where they fit ethnically.”

„Die Bantu sind nur vorübergehende Bewohner der europäischen Gebiete der Republik, solange sie ihre Arbeitskraft dort anbieten. Sobald sie, aus welchem Grund auch immer, nicht mehr arbeitsfähig oder überflüssig für den Arbeitsmarkt sind, wird erwartet, dass sie in ihr Herkunftsland oder in das Gebiet ihrer nationalen Einheit zurückkehren, zu dem sie ethnisch passen.“

### Weitere Aktivitäten der Bantu-Administration
- 1953 Übernahme der Zuständigkeiten für die Wohngebietsplanung für die schwarze Bevölkerung von kommunalen Behörden, dazu die Gründung der National Housing Commission,
- 1953 staatliche Kontrolle über alle Schulen für die schwarze Bevölkerung auf der Grundlage des Bantu Education Act als Ergebnis der Empfehlungen der Eiselen-Kommission,
- 1957 Inkrafttreten des Reservation of Separate Amenities Act; Errichtung der Trennung öffentlicher Lebensbereiche (sogenannte Kleine Apartheid),
- 1965 Mit dem Bantu Homelands Development Corporations Act versuchte die Bantu-Behörde privates Investitionskapital für die Homelands durch staatliche Entwicklungsagenturen zu aktivieren.
- 1967 Der Physical Planning & Utilization of Resources Act (Nr. 88) soll durch Steuerbegünstigungen, Niedrig-Lohntarife und der kontrollierten Zuführung von Niedriglohn-Arbeitern die Industriebetriebe zum Verbleib in den Gewerbeansiedlungen zu bewegen.
- 1968 Der Promotion of Economic Development of Homelands Act soll die Mobilisierung von „weißem“ Kapital zu Investitionen in den Homelands und die Zusammenarbeit von „weißen“ Agenten mit dem South African Bantu Trust fördern.
- 1971 Beendigung der Zuständigkeit „weißer“ Stadtverwaltungen für Townships, dafür die Errichtung von 22 Bantu Affairs Boards, die der Bantu Administration direkt unterstellt waren.
- 1976 formale staatliche Eigenständigkeit des Homelands Transkei
- 1977 formale staatliche Eigenständigkeit des Homelands Bophuthatswana
- 1978 Umbenennung des Ministeriums in Department of Plural Relations and Development[18]
- 1979 formale staatliche Eigenständigkeit des Homelands Venda
- 1981 formale staatliche Eigenständigkeit des Homelands Ciskei

### Reformversuche und Veränderungen ab 1980
In den 1980er Jahren wuchs die Unzufriedenheit mit der Bantu-Administration. Es gelang immer weniger, nennenswerte Bevölkerungszahlen in den Homelandgebieten dauerhaft anzusiedeln. Die angewachsene Zahl der Wanderarbeiter in den Industriegebieten der südafrikanischen Großstädte erzeugte eine enorme Zuspitzung komplexer Probleme und ein wachsendes Sicherheitsrisiko für das Apartheidsystem. Eine Reaktion darauf zeichnete sich auf der Good Hope Conference 1981 durch den Ministerpräsidenten Pieter Willem Botha ab. Er kündigte dort eine Veränderung der Investitionsförderung an und warb für privatwirtschaftliche Beteiligungen an diesem Prozess. Im Zuge dieser von ihm herbeigeführten Veränderungen erfolgte die Auflösung der 1959 mit dem Bantu Investment Corporation Act gegründeten Bantu Investment Corporation of S.A. Ltd im Department of Bantu Administration and Development. An ihre Stelle trat die neu gegründete Development Bank of Southern Africa (DBSA), für die ein Kapitalvolumen von 1,5 Milliarden Rand im Zeitraum 1984 bis 1989 vorgesehen war. Zu diesem Zweck erfolgte parallel ein Umbau der Förderzielgebiete, wonach unterschieden wurde in:
- Metropolitan Areas (etablierte Industrie- und Bergbauregionen)
- Deconcentration Points (in Nähe der städtischen Ballungszentren und Homelands, um den Zuzug weiterer Wanderarbeiter zu verhindern)
- Industrial Development Points (neue Industrieprojekte in strukturschwachen Regionen)
- Other Developement Points (Gewerbeansiedlungen in wirtschaftlich schwachen Gebieten) sowie
- Ad-hoc-Areas (Ansiedlungsprojekte nach kurzfristiger Planung).

Im Jahr 1984 existierten 185 Fördergebiete. Davon lagen 12 in den eigenständigen Homelandstaaten, 23 in den selbstverwalteten Homelandgebieten und 150 im „Kernland“ Südafrika. Die infolge der Bantu Administration eingetretene hohe Korruptionsrate in den Homelandverwaltungen stand der effektiven Wirkung dieser neuen förderpolitischen Konzepten hemmend entgegen. Größere Summen verbrauchten sich für nicht förderfähige Zwecke. Auch verzögerte sich auf diese Weise der Ausbau notwendiger Verkehrsinfrastrukturvorhaben und einige Unternehmen gingen dadurch in den Konkurs. Ein weiterer bedeutender Rückschlag für diese politische Initiative lag im Rückzug vieler zunächst interessierter Unternehmen.

## Minister (nur ab 1948) für Native Affairs / Bantu Administration and Development und zuständige Folgeinstitutionen
- Ernest George Jansen (1929–1934, 1948–1950), Staatssekretär Werner Willi Max Eiselen (seit 1949 in dieser Funktion); Regierung Malan
- Hendrik Frensch Verwoerd (1950–1958), Vizeminister Michel Daniel Christiaan de Wet Nel; Regierung Malan, Regierung Strijdom
- Michel Daniel Christiaan de Wet Nel (1958–1966) und W. A. Maree, Vizeminister Michiel Coenraad Botha (1960–1966); Regierung Verwoerd (1958 Aufspaltung des Department of Native Affairs in zwei eigenständige Ressorts: Department of Bantu Administration / Department of Bantu Education)[19]
- Michiel Coenraad Botha (1966–1977), Vizeminister 1968–1972 Piet Koornhof, seit 1976 Andries Treurnicht; Regierung Vorster
- Cornelius Petrus Mulder (Januar 1978 bis November 1978), Umbenennung des Ministeriums in Department of Plural Relations and Development[20], Regierung Vorster und Botha
- Piet Koornhof (1978–1984), Department of Plural Relations and Development und nachfolgend Department of Co-operation and Development, Regierung Botha
- Gerrit Viljoen (1984–1985), Department of Co-operation, Development an Education Botha[21]
- Gerrit Viljoen (1985–1988), Department of Education and Development Aid[21], dem unterstellt das Department of Education and Training[22] Regierung Botha
- Stoffel van der Merwe (1989–1991), Department of National Education and Training, Regierung de Klerk
- Samuel Johannes de Beer (1991–1994), Department of National Education and Training, Regierung de Klerk

## Publikationsorgan
Das Department of Native Affairs und seine Nachfolgeinstitution Bantu Administration and Development brachte eine monatlich erscheinende Zeitschrift heraus. Darin erschienen Mitteilungen aus der Verwaltung sowie Beiträge zu ethnographischen Aspekten, Reportagen, strategische Erörterungen und Trivialbeiträge. Im Zusammenhang mit der Auflösung der Behörde wurde die Zeitschrift eingestellt. Im Einzelnen erschienen sie unter folgenden Titeln:
- Bantoe, Departement van Bantoe-Administrasie en –Ontwikkeling. Pretoria 1954 bis 1959
- Bantu, Departement of Information. Pretoria 1960 bis 1978
- Progress / Progressus Bureau for National and International Communication. Pretoria 1978
- Informa, Information Service of South Africa. Pretoria 1979 bis 1980
- Informa, Department of Foreign Affairs and Information. Pretoria 1980 bis 1983
- Informa, Department of Co-operation and Development / Department of Foreign Affairs. Pretoria 1984 bis 1985
- Informa, Department of Constitutional Development and Planning. Pretoria 1985 bis 1986
- Informa, Department of Constitutional Development Planning / Department of Planning and Provincial Affairs. Pretoria 1986 bis 1990

Als Reaktion auf den Aufstand in Soweto erschienen in der Publikationsreihe je ein Sonderheft zu den Themen „Bantu Bildung“ („Bantu Education“) (Juli 1976) und „Soweto-Projekte“ der Verwaltungseinheiten Bantu Administration Boards, Department of Bantu Education und Bantu Administration and Development (August 1976). Beide Ausgaben dienten im Rahmen der erwünschten zentralen politischen Bildungsarbeit zur Rechtfertigung des Regierungssystems und als Gegenposition zu den Protestierenden.